# Helena Šikolová
Helena Šikolová, anche nota come Helena Balatková (Jablonec nad Nisou, 25 marzo 1949), è un'ex fondista cecoslovacca.
È madre della fondista Helena Erbenová e suocera del fondista Lukáš Bauer.

## Palmarès

### Olimpiadi invernali
- Bronzo a Sapporo 1972 nei 5 km.